# 鄧啓愚
鄧啓愚（1548年—？），字良知，號少谷，湖廣辰州府漵浦縣人，民籍，明朝政治人物。

## 生平
萬曆四年（1576年）丙子科湖廣鄉試第八十一名舉人，萬曆八年（1580年）庚辰科會試第七十九名，登三甲第一百七十名進士。吏部觀政，本年授浙江处州府推官，兼摄雲和縣事，十二年调任桂林府，十七年充本省乡试同考官，十八年复除汉中府。二十一年升南京工部主事，二十三年升郎中，二十六年官河南南阳府知府。萬曆三十年（1602年）闰二月升河南副使兼右參議、分守汝南道。三十二年因考察致仕。

## 家族
曾祖鄧涵；祖父鄧國興；父鄧懷經。母湯氏。